# Razmik Papikyan
Razmik Papikyan, né le 12 septembre 1999 à Erevan en Arménie, est un lutteur arménien de style libre, médaillé d'argent au Championnat d'Europe Suède Stockholm 2016.

## Biographie
Razmik Papikyan est né le 12 septembre 1999 à Erevan.
Razmik Papikyan a reçu le titre de Master of Sports par les ordres pertinents du Président et du Ministre de la République d'Arménie.
Il a réalisé sa première réalisation majeure sur la scène internationale en 2016 en pesant 46 kg aux Championnats d'Europe de lutte libre des moins de 18 ans à Stockholm, en Suède.
En 2019, à l'âge de 20 ans, il remporte le championnat de la République d'Arménie dans la catégorie de poids jusqu'à 61 kg.
Il remporte le championnat de lutte libre 2020 de la République d'Arménie dans la catégorie de poids jusqu'à 61 kg.

## Palmarès
Razmik a remporté plusieurs compétitions internationales importantes.
- Vainqueur du championnat des jeunes de la République d'Arménie 2015-2016[6].
- Médaillé d'argent au Championnat d'Europe des moins de 18 ans en 2016[7].
- Vainqueur des championnats juniors chez les jeunes U23 2019[8].
- Vainqueur du championnat arménien chez les adultes 2019-2020[9].
- Serbia Belgrade, Vainqueur de la 5e Coupe du monde 2020[10],[11].